# With the Light
With the Light (яп. 光とともに…〜自閉症児を抱えて〜, Хікарі то томо ні...〜Джіхейсьоджі о какаете〜, укр. Зі світлом: Виховання дитини з аутизмом) — драматична джьосей-манґа від Кейко Тобе. Публікація розпочалася у 2000 році у журналі For Mrs. Akita Shoten, а окремі розділи були зібрані у 15 томах танкобонів. Серія зображує боротьбу молодої матері, Сатіко Азума, яка виховує свого сина-аутиста Хікару в сучасній Японії. Серія видана англійською мовою в Північній Америці видавництвом Yen Press, і станом на вересень 2011 року вийшло вісім томів (кожен з яких складається з двох томів танкобонів, за винятком останнього тому).
У січні 2009 року серіал був припинений через хворобу Тобе і залишився незавершеним, коли вона померла в січні 2010 року. Її роботи під час хвороби були зібрані та опубліковані разом з деякими з її попередніх робіт у 15 томі в червні 2010 року.
У 2004 році на Японському фестивалі медіа-мистецтва серія отримала нагороду Excellence Prize за мангу. Манґа була адаптована як телевізійна драма, що транслювалася на Nippon TV з 14 квітня 2004 року по 23 червня 2004 року, яка отримала кілька нагород на 41-й церемонії вручення премії Японської телевізійної академії драми, включно з «Кращою драмою». Головну пісню виконав дует Rythem.

## Сюжет
Манґа починається з народження Хікару. Сатіко, мати Хікару, розуміє, що її син трохи відрізняється від інших дітей. Коли у півторарічному віці у Хікару діагностували аутизм, Сатіко стикається з нерозумінням аутизму з боку оточуючих. Однак поступово Сатіко зустрічає все більше людей, які приймають Хікару та його аутизм, і вона відновлює свою рішучість виростити Хікару «життєрадісним, працюючим дорослим» у суспільстві.

## Персонажі

### Сім'я Азума
Сатіко Азума (уроджена Нісіяма)Оповідачка серії — мати Хікару. На початку вона бореться з труднощами виховання дитини-аутиста, байдужістю чоловіка та суспільства, яке звинувачує її у стані сина. Проте з допомогою багатьох людей вона починає виховувати Хікару з надією.
Масато Азума
Чоловік Сатіко / батько Хікару. Спочатку здавалося, що Масато не співчуває тому, що переживає Сатіко, оскільки його висока посада в компанії забирала багато годин напруженої роботи, залишаючи йому мало часу на спілкування з нею. Масато також був збентежений поведінкою Хікару і засмучений його діагнозом. Вони з Сатіко тимчасово розійшлися після сварки через відмову Масато визнати цю проблему. Без Сатіко, яка могла б подбати про нього, він впав у відчай від перевтоми. Це спонукало його переосмислити свої пріоритети і вирішити стати хорошим батьком для Хікару. У третьому томі підлий начальник понижує Масато на посаді і відправляє на фабрику, далеко від дому, де ще ніхто не затримувався надовго. На новій посаді Масато розробляє серію пропозицій щодо продуктів та ініціатив, які мають покращити життя людей з обмеженими можливостями, і знаходить для них роботу в компанії. Ці пропозиції сприяють його підвищенню в четвертому томі, і він береться за створення грибної фабрики, на якій працюватимуть люди з інвалідністю, а колись, можливо, і Хікару.
Хікару Азума
Первісток Сатіко та Масато і головний герой серії. Ознаки аутизму почали проявлятися у нього у півторарічному віці. Хікару ненавидів, коли його брали на руки і тримали як немовля, і відставав у розвитку від дітей свого віку, що змусило Сатіко шукати для нього лікаря. Він завжди носив підгузники протягом тривалого часу. Він залишається в колясці навіть тоді, коли вже занадто дорослий для неї. Хікару не любить гучні та болючі звуки, такі як натовп, буддійські співи та плач немовлят. Він любить потяги і запам'ятовує багато з них, навіть ті, що вже не ходять. Як і багато людей з аутизмом, коли щось змінюється в його звичному житті без попередження, наприклад, змінюється час показу або скасовується шоу, це засмучує його. Однак, як показує історія, він і його батьки з'ясовують, як впоратися з цією ситуацією. Починаючи з початкової школи, він починає проявляти деякі унікальні таланти, зокрема готувати їжу та змішувати кольори. Сатіко назвала Хікару на честь красивого сходу сонця, коли він народився (японське слово 光る, яке читається як «хікару», означає «сяйво»).
Канон Азума
Друга дитина Сатіко та Масато. Вона народилася у другому томі оригінальної версії. У неї немає аутизму, на відміну від її брата Хікару. Незважаючи на це, Сатіко сподівається, що її двоє дітей виростуть і будуть піклуватися один про одного та навчати один одного. Її назвали на честь музики, яку вона слухала під час пологів (канон). Вона народилася під час тайфуну, коли Масато був у від'їзді у Швеції.

### Вчителі
Шигеру Аокі
Вчитель спеціальної освіти в початковій школі Шічіґацу; розумний і оптимістичний педагог. Провівши з Хікару чотири роки, він переводиться до іншої школи, бо вважає, що довгий час працювати з одним і тим же вчителем не піде на користь учням класу спеціальної освіти. За роки, проведені з Хікару, він допомагає йому розвиватися.
Норіко Вакабаяші
Вчителька класу «Система приятелів» у початковій школі Шічіґацу, яка тісно співпрацює з Аокі, щоб принести користь учням. Пізніше вона бере шлюб із Аокі, але, на відміну від нього, продовжує працювати в початковій школі Шічіґацу.
Ґунджі
Ґунджі, яку колись називали «пристрасною вчителькою», стає новою педагогинею спеціальної освіти після Аокі у п'ятому класі Хікару. На початку Ґунджі відчуває труднощі з учнями, адже раніше вона не вчила дітей з аутизмом і мало що знала про аутизм. Шляхом спроб і помилок вона врешті-решт повертає собі пристрасть до навчання дітей. Оскільки до виходу на пенсію їй залишався один рік викладання, вона йде зі школи після викладання Хікару в п'ятому класі.

### Інші
Мію Хонда
Мію з'являється у другому томі «Зі світлом» (третій том танкобону). Вона, як і Хікару, має аутизм. Однак, коли вона вступила до початкової школи Шічіґацу, мати Мію не знала, що у неї аутизм. Крім того, через те, що до цього її майже нехтували, вона зіткнулася з багатьма труднощами. Але з допомогою та підтримкою Аокі протягом багатьох років, які вона проводить з ним, Мію росте та розвивається.
Мо Накадзіма
Друг дитинства Хікару, який піклувався про нього з дошкільного віку. Мо дуже добре ладнає з дітьми і сподівається колись стати вихователем у дитячому садку.
Дайсуке Ішіда
Дайсуке, який на два роки старший за Хікару, був його партнером у посадці помідорів на шкільному городі. Йому подобалося проводити час з Хікару, бо він був єдиною дитиною, яка завжди мріяла про молодшого брата.
Такуя Окі
Такуя заздрив люблячій родині Хікару, бо його батько-алкоголік жорстоко поводився з ним і нехтував ним. Крім того, його мати втекла з дому з іншим чоловіком, залишивши Такуя спустошеним. Але коли одного разу він бачить, як Хікару сам заходить в автобус, він з тривогою йде за ним. Пізніше батько Такуї помирає від пошкодження печінки. Такуя потрапляє до сиротинця, де над ним знущається група шестикласників. Однак незабаром йому допомагає Масато, і, можливо, його переводять до іншого притулку.
Каната Танака
Друг дитинства Хікару. Каната стає кумиром підлітків з п'ятого класу. Пізніше він переїжджає через роботу батька, а також через власну кар'єру знаменитості.
Хісако Накадзіма
Мати Мо. Коли Хікару опинився на даху високої будівлі, Мо пішов за ним, незважаючи на страх висоти. Після цього випадку Хісако починає ображатися на Хікару і Сатіко, звинувачуючи їх у тому, що її дочка ледь не загинула. Вдома вона живе з донькою та матір'ю, за якою доглядає після інсульту. Побачивши, наскільки донька віддана Хікару, вона починає приймати його.
Катакура
Одна з колишніх подруг Сатіко з групи матерів. Вона починає ображатися на Хікару, бо вважає його дивним, а також на Сатіко, бо вважає, що Сатіко погано виховує свого сина. Вона дуже переймається тим, як Ері, її донька, навчається в школі. Причина в тому, що якщо Ері не буде добре вчитися, чоловік звинувачуватиме її в тому, що вона погано виховує доньку.
Танака
Одна з подруг Сатіко з групи матерів. На відміну від матері Ері, вона стоїть на захисті Хікару та Сатіко. Сатіко коментує, що незважаючи на те, що вона одягається яскраво, вона завжди залишається відданою матір'ю і вірною подругою.
Такако Азума
Мати Масато. Спочатку вона звинувачує Сатіко в діагнозі Хікару, але згодом дізнається, що аутизм не є провиною батьків. Хоча вона більше не звинувачує Сатіко в аутизмі Хікару, вона не зовсім приймає Хікару. Вона дуже віддана Канону. У третьому танкобоні вона сварить Сатіко за те, що та віддала Кейнон у ясла замість дитячого садка і дозволила їй поводитися «грубо». Вона тисне на Сатіко і Масато, щоб ті віддали Канон до тієї ж школи, що й іншу її онуку. Вона навіть пропонує забрати до себе лише Канон, без Хікару, жити з нею на час навчання в школі. Масато відкидає її пропозицію. Такако Азума намагається чергувати кімоно з західним одягом.
Пан та пані Нішіяма
Батьки Сатіко. Після сварки з Масато Сатіко йде з дому разом з Хікару, і деякий час живе з ними, поки Масато не зазнає невдачі на роботі і не вирішує стати кращим батьком для Хікару. Пані Нісіяма має слабке здоров'я, а пан Нісіяма близький до пенсії. Вона іноді приходить допомагати Сатіко і Масато.

## Манґа
Серія манґи розпочався у For Mrs. у 2000 році. Серійні розділи були зібрані в 15 томах танкобонів Akita Shoten. Серія ліцензована англійською мовою Yen Press для Північної Америки, і кожен англійський том містить два оригінальні томи танкобонів.
| №  | Дата виходу       | ISBN                   |
| -- | ----------------- | ---------------------- |
| 1  | 19 липня 2001     | ISBN 978-4-253-10433-3 |
| 2  | 21 лютого 2002    | ISBN 978-4-253-10434-0 |
| 3  | 31 жовтня 2002    | ISBN 978-4-253-10441-8 |
| 4  | 24 квітня 2003    | ISBN 978-4-253-10442-5 |
| 5  | 4 грудня 2003     | ISBN 978-4-253-10443-2 |
| 6  | 3 червня 2004     | ISBN 978-4-253-10444-9 |
| 7  | 25 листопада 2004 | ISBN 978-4-253-10445-6 |
| 8  | 28 травня 2005    | ISBN 978-4-253-10455-5 |
| 9  | 28 листопада 2005 | ISBN 978-4-253-10456-2 |
| 10 | 28 серпня 2006    | ISBN 978-4-253-10457-9 |
| 11 | 28 травня 2007    | ISBN 978-4-253-10581-1 |
| 12 | 28 листопада 2007 | ISBN 978-4-253-10582-8 |
| 13 | 28 квітня 2008    | ISBN 978-4-253-10583-5 |
| 14 | 28 січня 2009     | ISBN 978-4-253-10584-2 |
| 15 | 3 червня 2010     | ISBN 978-4-253-10585-9 |